# Fritz Reinhard
Fritz Reinhard (* 9. Juli 1889 in Paplitz (Baruth/Mark); † 18. Februar 1974 in Neuwied) war ein deutscher Ingenieur und Manager der Bimsindustrie.

## Leben
Fritz Reinhard, Sohn des evangelischen Theologen Wilhelm Reinhard und der Sophie geborene Siegert, erlangte das Abitur am Königlichen Gymnasium in Danzig. Anschließend absolvierte er ein halbjähriges Schlosserpraktikum bei der Maschinenfabrik Haniel & Lueg in Düsseldorf. Von Oktober 1910 bis September 1911 diente er als Einjährig-Freiwilliger beim 1. Rheinischen Pionier-Bataillon Nr. 8 in Koblenz. Zum Wintersemester 1911 begann er das Studium des Maschinenbaus an der Technischen Hochschule München und wurde Mitglied des heute wieder in Clausthal ansässigen Corps Borussia München. 1912 absolvierte er ein weiteres Praktikum bei der Eisenbahn-Hauptbetriebswerkstätte in Danzig. Im Sommersemester 1913 wechselte er an die Technische Hochschule Danzig und ging zum Sommersemester 1914 abermals an die TH München. Am Ersten Weltkrieg nahm er im 2. Westpreußischen Pionier-Bataillon Nr. 23 und im 1. Westpreußischen Pionier-Bataillon Nr. 17 teil. Im Herbst 1914 gelangte er in russische Kriegsgefangenschaft. Nach einem vergeblichen Fluchtversuch glückte ihm im Frühling 1918 die Flucht aus Sibirien. Als Leutnant der Reserve führte er zuletzt bis Ende 1918 eine Pionier-Kompanie an der Westfront. Noch im Wintersemester 1918/19 setzte er sein Studium an der TH Danzig fort. Von Januar bis April 1919 gehörte er als Mitgründer der Freiwilligen Studentenkompanie Linau im Grenzschutz Ost an. Im folgenden Monat schloss er sich dem Corps Baltica Danzig an. Er war Sprecher des Studentenausschusses der TH Danzig. Im Februar 1920 schloss er das Studium als Diplom-Ingenieur ab.
Im April 1920 nahm Reinhard eine Stellung als Prokurist beim Bimsbaustoffwerk Friedr. Remy Nachfolger AG in Neuwied an. Von 1922 bis zu seiner Pensionierung 1956 war er technischer Direktor der Gesellschaft. In den ersten Jahren seiner Tätigkeit führte er die Mechanisierung und Rationalisierung in der Bimssteinfertigung durch. Durch die Anpassung der Produkte an die Marktbedürfnisse und die Entwicklung von Spezialkonstruktionen wie Platten und Steine aus Bimsstein konnte er die Nachfrage nach Remy-Bimsbaustoffen steigern. Hierzu verfasste er zahlreiche Artikel über Bimsbaustoffe, die in Fachzeitschriften publiziert wurden. Am Zweiten Weltkrieg nahm er als Hauptmann und Abteilungsleiter beim Rüstungskommando in Koblenz teil.
Reinhard war von 1927 bis 1960 Mitglied des Vorstands der AOK Neuwied beziehungsweise Vorsitzender der Vertreterversammlung. Er war stellvertretender Vorsitzender des Vereins zur Wahrung der wirtschaftlichen Interessen der Rheinischen Bimssteinindustrie e. V. Er gehörte der Gutachterkommission der technisch-wissenschaftlichen Vereine im Oberlandesgerichtsbezirk Koblenz an. Er war Arbeitsrichter und Mitglied der Industrie- und Handelskammer Koblenz. Von 1927 bis 1934 war er als Vorstandsmitglied der Deutschnationalen Volkspartei Mitglied des Neuwieder Stadtrats und Abgeordneter zum Kreistag des Kreises Neuwied. Von 1945 bis 1949 war er Ratsherr in Neuwied. Er war Mitglied des Evangelischen Volksvereins e. V. in Neuwied. Von 1951 bis 1959 war er Presbyter der evangelischen Kirchengemeinde Neuwied und Mitglied der Rheinischen Provinzialsynode. Seit 1921 war er verheiratet mit der Stabsoffizierstochter Irmgard Hildenbrand, mit der er vier Söhne hatte.

## Auszeichnungen
- Eisernes Kreuz II. Klasse im Ersten Weltkrieg
- Verwundetenabzeichen im Ersten Weltkrieg
- Grenzschutz Ost-Abteichen, 1919
- Ehrenkreuz des Weltkrieges, 1934
- Kriegsverdienstkreuz 2. und 1. Klasse mit Schwertern im Zweiten Weltkrieg
- Friedrich-Siegert-Gedenkmünze, 1949
- Bundesverdienstkreuz 1. Klasse, 1954
- Freiherr-vom-Stein-Plakette (Rheinland-Pfalz), 1962
- Wappenteller des Kreises Neuwied, 1964